# Pelengana
Pelengana – miasto w Mali, w Regionie Ségou. Według danych na rok 2009 liczyło 32 795 mieszkańców.